# 하리하라 (작가)
하리하라(본명: 이은희, 1976년 ~ )는 대한민국의 여성 과학 분야 작가이며 하리하라SCC 대표이다. 하리하라는 필명이다. 필명의 뜻은 인도 신화에서 빛 시작 창조의 신 비슈누와 어둠 끝 파괴의 신 시바가 합쳐진 형태를 의미한다고 한다. 본래 태평양 의학건강연구소 연구원으로 재직하다가 《하리하라의 생물학 카페》책이 화제가 되면서 과학언론학으로 전공을 바꾸었다. 책 출판활동 외에도 경향신문, 중앙일보, 한겨레 등에 칼럼을 연재했으며, 대중과학강연 활동을 하고 있다. .
연세대학교 생물학과를 졸업했으며 고려대학교 협동과정대학원에서 박사 과정을 수료했다. 1999년 대학원 재학 때부터 인터넷 사이트에 틈틈이 생물학 관련 칼럼을 작성했으며, 이 칼럼이 인기를 끌자 작성한 100여편의 글 중 36편을 선별해 모아 《하리하라의 생물학 카페》책을 발간했다. 이 책은 영화, 만화, 노래가사 등 실생활에서 친근하고 다양한 예를 들어가며 글을 전개하고 또한 신화라는 양념을 가해 읽는 즐거움을 한층 배가시켜 누구나 생물학 관련 지식을 쉽게 읽을 수 있게 했다. 이 책으로 2003년에 제21회 한국과학기술도서상을 수상했다. 이 책은 발간된 이후 꾸준히 스테디셀러로 많은 사람들이 읽고 있다.

## 대표 저서
- 《하리하라의 생물학 카페》(2002년, 궁리, ISBN 9788988804674)
- 《하리하라의 바이오 사이언스》(2009년, 살림프렌즈)
- 《하리하라, 미드에서 과학을 보다》(2010년, 살림프렌즈)
- 《하리하라의 몸 이야기》(2010년, 해나무)
- 《하리하라의 청소년을 위한 의학 이야기》(2014년, 살림프렌즈)
- 《하리하라의 눈 이야기》(2015년, 한겨레출판)
- 《하리하라의 사이언스인사이드1,2》(2021년, 살림프렌즈)
- 《떨리는 손(공저)》(2020년, 사계절)
- 《하리하라의 과학24시(개정판)》(2023년, 비룡소)
- 《하리하라의 과학배틀》(2024년, 비룡소)
- 《SF는 고양이 종말에 반대합니다(공저)》(2024년, 갈매나무)
- 《조금씩 몸을 바꾸며 살아갑니다》(2024년, 문학과지성사)
- 《엄마생물학》 (2025년, 사이언스북스)